# Asplenium tocoraniense
Asplenium tocoraniense är en svartbräkenväxtart som beskrevs av Eduard Rosenstock. Asplenium tocoraniense ingår i släktet Asplenium och familjen Aspleniaceae. Inga underarter finns listade.